# لوسي بارنز براون
لوسي بارنز براون (بالإنجليزية: Lucy Barnes Brown)‏ هي لاعبة غولف أمريكية، (و. 1859 – 1921 م).